# Billy Sherrill
Billy Norris Sherrill (ur. 5 listopada 1936 w Phil Campbell, zm. 4 sierpnia 2015 w Nashville) – amerykański muzyk country, producent nagrań i autor piosenek.

## Życiorys
Billy Sherrill urodził się 5 listopada 1936 roku jako syn kaznodziei ewangelickiego. Rozpoczął pracę w wytwórni CBS, a w 1964 roku zdobył nagrodę Grammy za najlepszą nagraną piosenkę „Almost Persuaded” wraz z Davidem Houstonem, która w 1966 roku stała się hitem. Był autorem tekstów piosenek takich jak: „The Most Beautiful Girl”, „Behind Closed Doors” i „He Stopped Loving Her Today”.
Był żonaty, miał jedną córkę. Zmarł 4 sierpnia 2015 po krótkiej chorobie w swoim domu w Nashville w wieku 78 lat.